# Janine Micheau

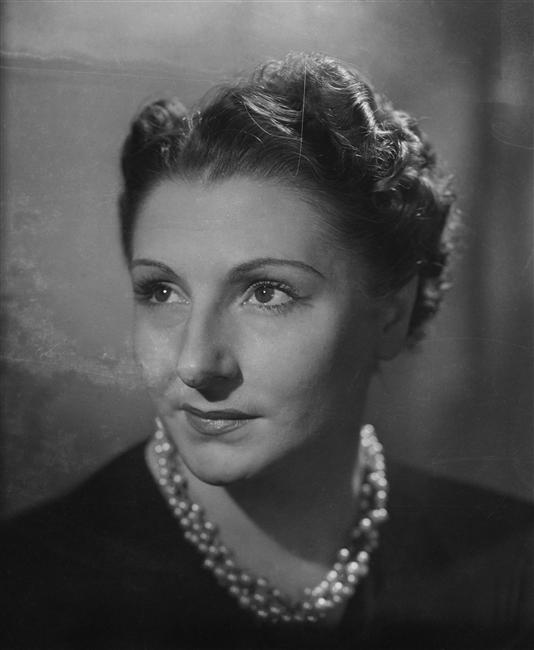

Janine Micheau (Toulouse, 17 de abril de 1914 - París, 18 de octubre de 1976) fue una soprano lírico-coloratura francesa.
Asociada al repertorio de coloratura ejemplifica las cantantes gálicas canarios como Mado Robin, Mady Mesplé y Natalie Dessay.
Debutó en 1933 como Cherubino en Las bodas de Fígaro en París, conquistando gran éxito como Olympia en Los cuentos de Hoffmann.
Fue una famosa Violetta de La Traviata, Ofelia de Hamlet, Gilda de Rigoletto, Lakmé, Leila de Los pescadores de perlas, Rosina de El barbero de Sevilla y Pamina de La flauta mágica. Otros papeles fueron Melisande, Madame Chrysantheme, Julieta, Marguerite.
Participó en varios registros fonográficos, por ejemplo Manon de Massenet y como Micaela en Carmen con Victoria de los Ángeles.
Cantó en La Scala, Covent Garden, Lyric Opera of Chicago y el Metropolitan Opera entre otras casa líricas.
Enseñó en el Conservatorio de París entre 1960 y 1975.
Se retiró en 1968 en Ruan y murió en París a los 62 años.
- Datos: Q3106719
- Multimedia: Janine Micheau / Q3106719